# 糞

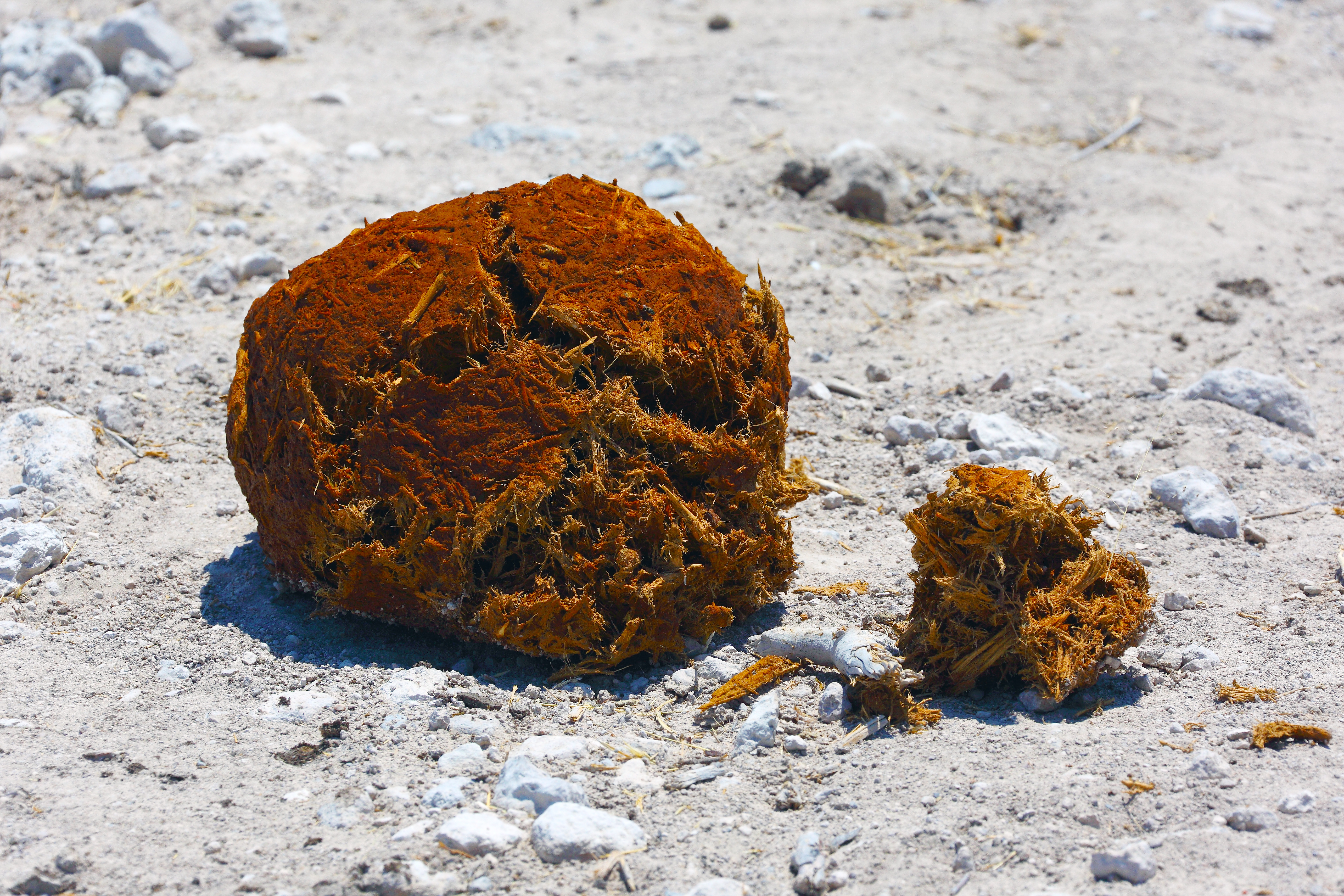
象の糞

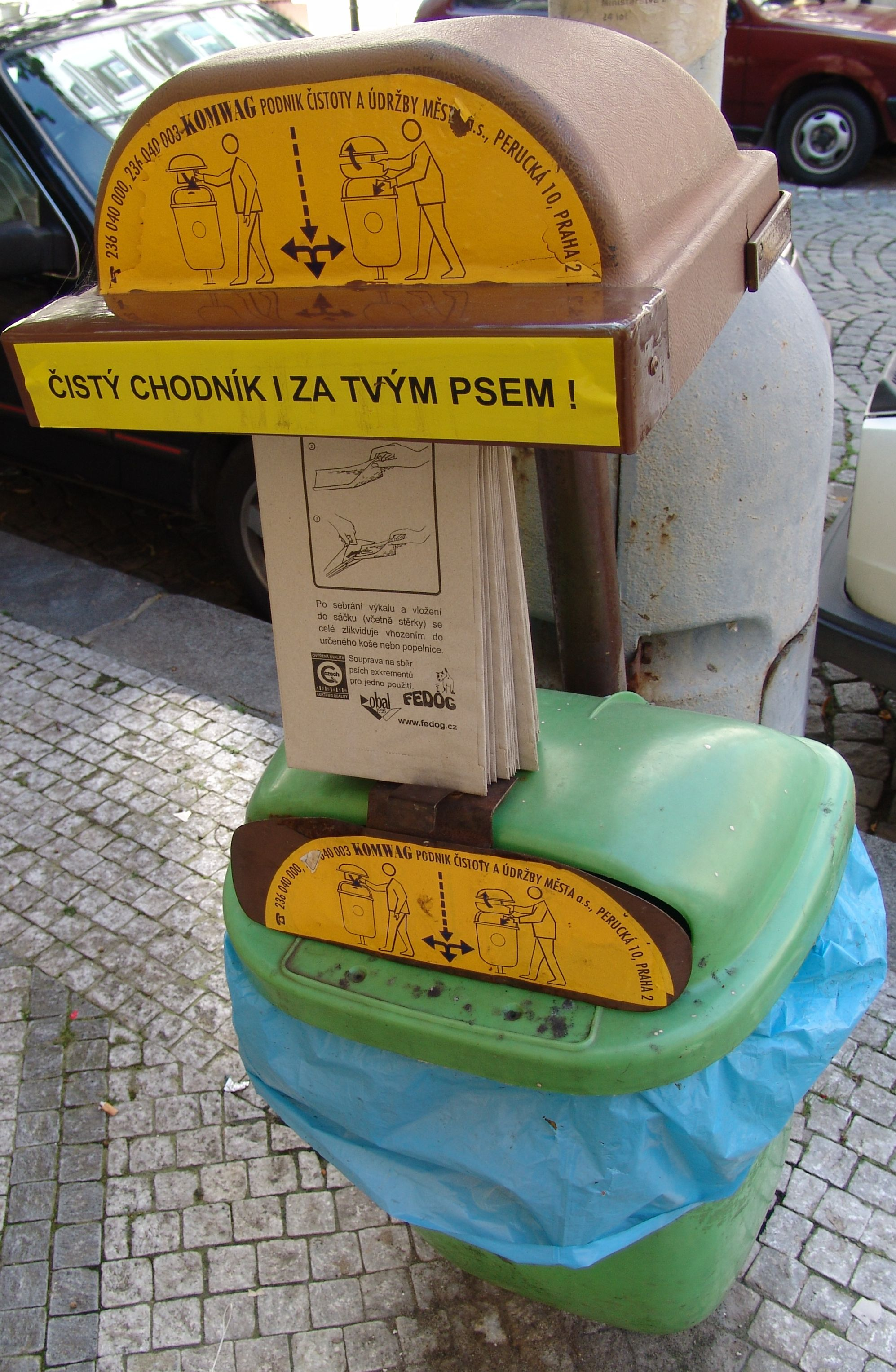
チェコ・プラハの街頭に設置された、犬の糞を捨てるための紙袋と箱。

糞（くそ、ふん。※「くそ」の別表記：屎）とは、動物の消化管から排出される固体状の排泄物（屎尿）。

## 概要
糞便（ふんべん）、大便（だいべん）、便（べん）、俗にうんこ、うんち、ばばや、大便から転じ大などとも呼ばれる。しかし、硬さや大きさ、成分などの違いで呼び名を使い分けている訳ではない。
食べ物や動物の違いで、糞の形や大きさ、成分、臭い等に違いがあるが、特異な例では、ウォンバットは立方体に近い形の糞をすることがある。
人間の文化において、糞は多くの場合、禁忌されるべき不浄の存在として扱われる。不快な臭いを発し、特に衛生面から見た場合、伝染病の病原体を含んだ糞は典型的かつ危険な感染源である。このことから、クソなど、糞便を指す語彙やそれを含む成句は、しばしば、取るに足らない物、無意味な物、役立たない物、侮蔑すべき物などを形容するのに用いられる。

しかし一方で、地域や時代によっては、糞便は肥料、飼料、燃料、建築資材の材料、化粧品、医薬品原料などとしても利用されてきた。近年では生物学的な循環（リサイクル）において排泄物を資源として捉え、例えば、宇宙ステーションなどの閉鎖環境において有効に活用する手段などの研究も広く行われている。また、一部の動物では自分や親の糞を食べたり、他の動物の糞を栄養源とすることが見られる。
糞便に関する研究・興味分野は、糞便学（スカトロジー）という。

## 生物学的側面から見た糞
糞便の内容物は、水分、新陳代謝によってはがれた腸内細胞、大腸菌などの腸内細菌、胆汁などの体内分泌液、摂取した食物のうち消化しきれなかったもの（食物繊維など）、または体内に蓄積していた毒素などである。未消化物の組成は摂取した食物により左右される。
人間の場合、便を構成する成分のうち食物の残滓は重量比にしてわずか約5%に過ぎない。水分が約60%を占め、次に多いのが腸壁細胞の死骸で15-20%。また、細菌類の死骸も食物の残滓より多く10-15%である。
糞の量・形・色・臭い等は動物種、また個体によって様々であり、体調によっても大きく変化する。人間の場合、1日に平均して100‐250グラムほどを排出するが、体調の関係で、大量に出たり、何日も出ないこともある。水分が多い場合は液状になることもあり、その場合は下痢といわれる。長期間出ない状態は便秘（宿便）と呼ばれ、中毒症状を起こすこともあり、極めて稀ではあるが、便秘による死亡例もある。下痢や便秘、血便等の便の異常は、特に長期間続く場合、病気の兆候として注意される。

### 病気

オストメイト用トイレなどの設備があることを示すピクトグラム（オストメイトマーク）

- 便秘、下痢
- 排便障害（排便機能障害）

また、排便に支障がでる病気では、腹部などに外科的にストーマという人工肛門・人工膀胱を造設する人工肛門造設術を行う。その場合、腹部から垂れ流しでパウチ（ストーマ袋）へ排便を行う。このような、ストーマを持つ人はオストメイトと呼ばれる。

### 形状
人間の場合、楕円形から棒状で、その太さや長さは体調などによっても変化する。食物繊維、炭水化物を多く摂取すると便は太く大きくなり、高カロリー、高脂肪の割に食物繊維や微量栄養素の少ないジャンクフードを食べていると、便は細くなる傾向がある。また、幼少時は括約筋の調節が利きにくいために、体格に対して便は太く形成され、年齢を重ねると括約筋の弛緩により、相対的に便は細くなる傾向がある。
人のものと似た便を出す動物種に、イヌ・ネコ・サル・ウシ・ウマなどがある。クマなどではより液体のような便をする。これらとは異なった特徴の便をするものに、ウサギやヤギ、シカなどがあり、いずれも固形物状の糞をする。ウサギは円盤状、シカは楕円形とその形にも特徴がある。草食性の昆虫も多くがペレット状の糞をする。
糞は単独で存在するとは限らず、ある程度固まって排出されることが多い。そのまとまりを糞塊（ふんかい）という。例えばカモシカは両手の掌いっぱいくらいの糞塊を作る。個々の糞ではシカとカモシカの区別は非常に困難であるが、糞塊があればそれはカモシカと判断できる。これはシカが歩きながら糞をするのに対して、カモシカは立ち止まって一気に糞をするためである。
なお、鳥類・爬虫類・昆虫の糞の中に白い粘液が混じることがあるが、これは尿である。彼らはアンモニアを尿酸の形で排出するため、糞の中にそれが区別できる。

### 色
人間の便の色は、通常時の場合は黄土色から茶色のあいだで、これは胆汁によるものである。人の大便の茶色のもとは胆汁中のビリルビンが腸内細菌により最終的に代謝され生成されたステルコビリンによるものである。摂取した食物の種類、体調などにより、色調の濃淡に変化を起こす。食生活も関係しており、一般に肉食など動物性タンパク質のものを多く食すると褐色がかり、反対に穀物、豆類、野菜類を多く食するとpHの関係で黄色がかる。
黒色の便（特にタール状のもの）は上部消化管（胃 - 十二指腸）での出血を示唆し、消化性潰瘍もしくは癌を疑うべき所見である。肉眼的に赤い血液が確認できる便（血便）は下部消化管（大腸以下）での出血によるものであることが多い。胆道閉塞の結果として胆汁の分泌量が少ないと、白っぽい便が出ることもある（その前に黄疸等の症状が出ることも多いが）。この場合は胆汁の脂肪親和作用が得られないため脂肪便となることが多い。また、ロタウイルスなどの感染症では白色の下痢が特徴である。

### 臭い
一般に大便の臭いは食物の残滓が腐敗して発すると思われがちだが、一緒になって放出される細菌類の排泄物によって臭いが放たれる。臭いの原因としては、インドール、スカトール、硫化水素などがあげられる。
一般的に、草食獣などの弱い動物ほど糞の臭いは少なく、逆に肉食獣の糞は臭気が強い。これは弱い動物が臭い糞をすると、天敵を集めてしまう危険が高くなるために、臭い糞をする草食獣は淘汰された結果だともといわれているが、逆に肉食獣などの糞は、脂質やタンパク質を消化するためにさまざまな消化分泌系が発達し、より臭いが強い傾向がある。人間の場合、健康な便からは露骨な悪臭は発せず、発酵臭に似た臭いが放出される。これは一般に善玉といわれるビフィズス菌や乳酸菌の代謝によって排泄される臭いである。反面、ウェルシュ菌などの悪玉菌はスカトール、メルカプタン、硫化水素など毒性のある臭いを放つ。
口臭が腸内ガス由来の場合がある。これは便秘している腸からガスが吸収され血管内を運ばれ、肺から放出され口腔に至るためである。

## 動物の糞
- 牛 - 牛糞
- ニワトリ ‐ 鶏糞
- カワウソ - Spraint（英語版）
- 鳥 - 白色であるのは尿酸のせいとされていたが、X線回折で見つかったのは、尿酸アンモニウム、ストルバイト、他2種類の未知の物質であった[2][3]。
  - ペンギン - ペンギンは巣に排泄物を貯めないよう、射出するように糞を出す。日本の科学者の論文によると、1.34メートル飛ばすとされる。そのため、巣から白やピンク色の放射状の跡を見ることができる[4]。
- 虫 - フラス (排泄物)（英語版）
- 蟻の偽糞 ‐ シロアリが食べた樹木を巣内で排出したもの。オオシロアリタケの苗床となり、シロアリはキノコの菌糸を摂取する[5]。
- 魚の糞 ‐ 金魚の糞と呼ばれるように細長い糞が見られるが、無脊椎動物などにも見られるキチン質などからなる強固な囲食膜（英語版）に覆われていることによる[6]。
- 貝の擬糞（英語版） ‐ 二枚貝が肛門から出す糞とは別に、繊毛粘液摂食の結果、水中の懸濁物を粘液で固めて出水管から排出されたもの[7]。偽糞とも[8][9]。

### 習性
タヌキや数種の蟻などでは、決まった場所（ため糞場）で排泄する習性がある。
また、ミミズや動物が糞塚という糞の山を形成する場合がある。
冬眠後の動物は、留糞（とめふん）という固い糞をする。
一部の虫は、自分の存在を悟られないよう排泄物を遠くに投げる行動が見られる。

### 動物による利用
防衛
アジアのミツバチは、スズメバチ対策に巣の入り口に動物の鶏や水牛のふん・尿をまく。
ヤツガシラなどの鳥は、敵に糞便を吹き付ける攻撃を行う。同様に、蛇などにも防衛として糞を吹きかける習性が見られる。
一部の虫は、糞を殻のように身にまとうFecal shieldという防御手段をとる。
マーキング
多くの動物で、自らの縄張りをほかの個体に知らせるマーキングに尿や糞を使う行動が見られる。
食料
糞を餌とする糞虫のほか、ウサギなども盲腸糞を食料とする。アナホリフクロウは、糞を食料とする昆虫を捕らえて捕食するため、巣の近くに糞を持ってくる。

## 糞の利用
糞は、人間や他の生物により様々な利用がなされている。

### 動物の栄養源・食用
様々な生物で、栄養源、あるいは食用として糞が利用されている。排泄物には、その動物が消化吸収できなかった成分が含まれるが、それを再吸収するために食う場合もあれば、その動物が利用できない成分を、他の動物が食う例もある。さらに、糞にはもとの食物に含まれていた成分だけでなく、酵素・細菌の働きなどにより、その動物の腸内で添加されたり、分解によって生じた成分が含まれたりすることもあり、それが重要な意味を持つ例もある場合がある。
例えばウサギなどは、自分の糞を食べる。北米コロンビア川渓谷に棲息するナキウサギは、栄養価の乏しいコケ類を食べているが、排出した盲腸糞はナキウサギの胃腸の微生物によって、コケの6倍もの栄養素を有しており、食糞によって栄養を得ている。また、コアラなど、親が子に栄養分を豊富に含む未消化の便を与える動物もある。これは初乳に近い役割を果たしている。草食動物の場合は、腸内細菌の働きによって草木を消化するが、腸内細菌の発生が弱い場合は消化不良を起こす。そのような時に草食動物は、腸内細菌の補充のために、好んで自分や仲間の糞を口にする。
哺乳類の中には、子育て期間中に子供の糞を食べてしまう種もあるが、これは子供の消化能力が弱くて、未消化分が多いこともあるが、それ以上に天敵から身を守るために、糞をできるだけ巣の周辺に残さないようにする合理的な行動である。イヌや人間などでは、生理的合理性がない食糞行為も観察される。母犬が会陰部をなめて糞尿の分泌をうながす行動があり、その際に排泄物をなめとる行動をとるが、子犬がその行動を真似してしまう例がある。特に人間の糞尿摂取については文化的側面も強い（#文化面から見た糞参照）。
糞が別種の動物に利用される場合もある。野性において動物の糞は、よく他の動物の餌になる。代表的なのは、昆虫の中で、糞虫といわれるコガネムシ類である。フンコロガシ（スカラベ）がよく知られる。
また、糞は分解を進める微生物の働く場でもある。糞が排出されると、すぐに細菌類や菌類がどんどん分解をはじめる。菌類の側から見ると、たとえば草食動物の糞には、その材料である植物よりはるかに窒素の含有量が多く、基質としてより有用である。糞に生じる菌類は糞生菌と呼ばれ、古くから研究の対象となってきた。糞だけに出現する、あるいは糞での生活に特化したと見られる菌類はミズタマカビなど様々な群の菌類に見られる。ハエのウジなどは、むしろ細菌を餌にしている可能性もある。細菌や菌類による分解が進めば、糞は土に同化してゆく。
人糞が豚や犬、魚類の餌として使用される場合もある。そのために便所はそれらの生物の飼育場所に隣接して作られることがある。さらに手の込んだものでは、人の便所の下に豚小屋（豚便所）を、豚小屋の下の方に養魚池を造る。これなどは、自然の仕組みを巧く利用した例と言えよう。
アフリカ東部に暮らすマサイ族などは、乾季のゾウの糞を元に象糞茶（サバンナティー）を作る。また、象の糞をライオンに与えると、獰猛なライオンが一瞬にしておとなしくなってしまうという。
コーヒー栽培においては、ジャコウネコの一種が、特に出来の良いコーヒーの実を好んで食べることから、この糞に含まれている未消化のコーヒー種子を取り出したもの（コピ・ルアク）が高値で取引されている。動物の消化酵素の働きで、コーヒー自身の風味が玄妙に変化し、独特の味わいがあるという。
なお、食糞行為について、便秘ではない個体が排泄してすぐの糞便は空気に触れていないため、衛生上それほど問題はないとされているが、排便後1時間以上経った物や、便秘をしている個体の糞は、有害細菌の働きによって腐敗している。健康に悪影響を与える毒素が発生するので、食糞してはいけないと言われている。特に排便後、空気に触れて一時間経過したものは毒素を多く含み、人間が食すると急性中毒を起こし、強制的に体外排出しない限り死に至ることが多いとされる。
昆虫の糞
人間が利用する例では、虫糞茶、蚕の糞から作った漢方薬の蚕沙、虫の糞を使った染色、ミミズなどの糞を利用した作物栽培などがある。

### 植物の栄養源・肥料
糞には窒素やリン酸などが含まれており、生態系の循環の中で植物の栄養源となる。また、人間の手によって、鶏糞、牛糞、人糞などが肥料として利用されている。

#### 動物・家畜の糞
鶏や牛といった家畜の糞は肥料として活用されてきた。多くの場合、自然に放牧することによってなされる。家畜の放牧地は交代で畑として利用され、放牧地であった時の家畜の糞が、そのまま肥料となる。放牧が乏しい今日の日本では、おがくずや藁と混ぜて、専用の発酵施設で臭気を抑えつつ肥料にして利用する。これらの有機肥料を使った農作物は、自然回帰のブームなどにより、近年の無農薬栽培や低農薬栽培などと並んで、高価な値段で出回っており、栄養豊富で味も良いと好評を博している。
南米ペルーや太平洋の島嶼などでは19世紀中頃まで、海岸沿いに生息するグアナイウという海鳥の糞が堆積し化石化してできたグアノが、窒素やリンを採取する資源として大いに利用され、ヨーロッパに輸出され、国の収入源になっていた。しかし、ナウルなど一部の産地では、海鳥由来の良質なグアノは採掘し尽くされ、資源として枯渇してしまった。近年では、洞窟などに密集して居住するコウモリの糞のグアノ化したものが「バット・グアノ」などの名称で、観葉植物用高級肥料として利用されている。

#### 人糞
日本の江戸時代では、肥料用の人糞が金銭で購入され、後述のように発酵処理のうえで金肥（きんぴ、かねごえ）と称された。だが人糞を肥料として用いるのは、世界的に見ると一般的なものではない。多くの国・民族において、人糞を人間の食料を生産する畑に投下することは忌避されてきた。例えば明治時代に北海道に住むアイヌ民族がなかなか農業に馴染まなかったとされ、その最大の問題は人糞を肥料に用いることであったと言われる。
しかし他の東アジア地域では、伝統的に人糞を肥料として利用している。人糞を肥料として用いたことが確認される最初の例は、鎌倉時代の日本とも言われる。これ以降、都市部の人糞を農家が回収するシステムが生まれ、日本の都市は世界的にみて、清潔なものとなったと言う。
江戸時代には、その人糞を出す階層により、その価値が違い、栄養状態のよい階層（最上層は江戸城）から出された人糞は、それより下の階層（最下層は罪人）が出す物より高い値段で引き取られた。江戸城から出る人糞は、葛西村の葛西権四郎が独占していた。長屋に併設された共同便所は、これらの肥料原料を効率良く収集するために設置され、ここから得られた肥料で城下町周辺部の農地は大いに肥え、町民に食糧を供給し続けた。江戸落語の中に、店子が喧嘩した大家へ「二度とてめえの長屋で糞してやらねぇ!」と捨て台詞を吐く、やや分かりにくい描写があるが、こういった背景を考えると「大家の利益になる行為を拒否する」という真意が分かりやすい。明治期以降においても人糞は貴重な肥料であり、高値で引き取られた。そのため、学生などが下宿する場合においては、部屋を複数人以上（具体的人数はその時の取引相場で異なる）で共同で借りた場合は、部屋の借り賃が無料になることもあった。大勢の壮丁が集団生活を営む軍隊においても、下肥は民間業者へ払い下げられた。
肥料として用いる人糞は、そのまま使うと作物が根腐れするため、たいていは肥溜めに入れて発酵させて利用する。ちなみに発酵中の物は非常に臭いが強く、さらに衛生害虫になるクロバエ類やニクバエ類、またカの中でも最も富栄養状態に適応したオオクロヤブカの発生源となるなどの問題があった。また、人糞肥料を媒介とした寄生虫の流行も問題となった。
農民が直接人糞を引き取る形態は、バキュームカーや下水道が普及したことや、前述の肥溜めや寄生虫等の衛生上の問題もあり、昭和後期以降において廃れることになった。しかし、現在も下水の汚泥を醗酵処理した肥料が製造販売（自治体によっては無償提供）され、人糞などを原料とした肥料は利用されている。

### マーキング・行動調査等
動物の習性によっては、糞をマーキングに利用する。方法としては、巣から一定距離の場所にばら撒いたり、縄張り主張のために木などに擦り付けたり、決まった場所（ため糞場）に排泄するなどさまざまである。
また、そのことから狩りや動物の生態研究などにおいては、糞便は重要な資料である。まず、糞を発見・調査することによってその近辺にいる動物を知ることができる。マーキングの習性を調べることも有効である。また、糞を分析することによって動物がどのようなものを食べているかを知ることができる。例えばタヌキの糞はたいていの場合甲虫の羽根を含む。テンの糞は果実の皮や種子を含むことが多い。沖縄ではマングースの糞からオキナワトゲネズミの毛が発見され、マングースの生態系に及ぼす危険性が強く指摘された。
古生物学や考古学においては、糞が化石化した糞石（coprolite、コプロライト、糞化石）が人間や恐竜などの古生物の食性を示す資料となっており、糞石に含まれる残留物や寄生虫、細菌類などから食性をはじめとしたさまざまなことが調べられている。また、考古学においてはトイレ遺構のように、遺跡のトイレ跡から得られる残留物が、当時の生活を推察する資料ともなっている。
なお、日本の古墳時代の出土品として「米粒状土製品」や「擬似米」と呼ばれ、五穀豊穣や子孫繁栄を願うために、米の代用品として使われたと推測されてきた土粒があるが、2005年（平成17年）になって、実はカブトムシかコガネムシの幼虫の糞であったと解明された。これは、1999年（平成11年）、奈良県桜井市教育委員会によって、カタハラ1号墳から発掘されたもので、3-8ミリメートルの3種類の大きさに分類できる、米に似た硬い土粒が横穴式石室の床面から大量に出土したが、2005年になって、2回脱皮して成長するコガネムシ科の幼虫の糞であると判明したものである。

### 医療

#### 検便
糞は消化器系の働きを直接に反映するため、その状態は診療においても重視されることがある。これは人間でも家畜でも同様である。この目的のために糞を調べることを検便と言う。現代の医療現場では、検便で感染症・食中毒の原因菌・ウイルスや寄生虫卵、血液が含まれていないかの検査が行われる。排便した本人の目視では分からない便潜血が検出されれば大腸癌や消化性潰瘍などの可能性があるほか、肉眼で血が混じっていると確認できる血便や下血では上記疾患のほか痔核などの可能性がある。
中国には、父親の病気を心配する親孝行の息子が父の便を嘗めてその状態を知ったという故事がある。これを由来とする嘗糞という検便行為にまつわる逸話が李氏朝鮮などに見られる。

#### 医薬品・民間療法
古来、糞は中医薬や漢方薬のための生薬として利用されてきた。例えば、明代中国で李時珍が編纂した『本草綱目』の巻52「人部」には、「人糞」「虫糞茶」「黄龍湯（zh:黃龍湯）」「糞清」「人中黄」などといった、糞を原料とする中医薬が記されている。あるいは、李氏朝鮮時代の王たちの疾病と治療法を研究したソウル大学校大学院医学科の金正善によると、中宗は解熱剤として「野人乾」（人糞）の水を飲んだという。日本では、中国の四川料理には蚊の目玉の湯が珍味であるとする説が流布している。この原料は夜明砂というコウモリの糞を洗いだした生薬である。
日本では馬糞（まぐそ、ばふん）に薬効があると信じられ、戦国時代には「馬糞治療」としての地位を確立していた。馬糞は傷口に塗る以外にも、直接食べるか水で溶いて飲むことによって銃創（鉄砲傷）に効くとされた。武田信玄家臣の甘利昌忠が負傷した部下に糞便の薬を飲ませる際、嫌がる部下を前に自ら飲んで見せたという話が、美談として有名である。また、傷の痛みが酷い時には温めた人の小便を飲ませることもあった。
朝鮮半島の民間療法でも、糞尿を塗布したり、摂取したりした。またトンスルという糞を原料とした薬用酒があるとも言われる。これは日本や中国の人中黄と酷似したものである。
インドにおいては牛の糞尿が医薬品から石鹸、シャンプー、歯磨き粉などの衛生用品など非常に幅広く使われており、牛の尿から作ったソフトドリンク「牛の水」なども存在する。

#### 糞便移植
健康な人の大腸菌を移植するため便微生物移植として、古代から水に溶かした便を飲ませたり浣腸の形で投与した。現代でもクロストリジウム・ディフィシル腸炎などの治療として行われる。このような移植のため、日本のほか、世界中に健常なドナーからの便を集めた便バンクが設置されている。

### 燃料

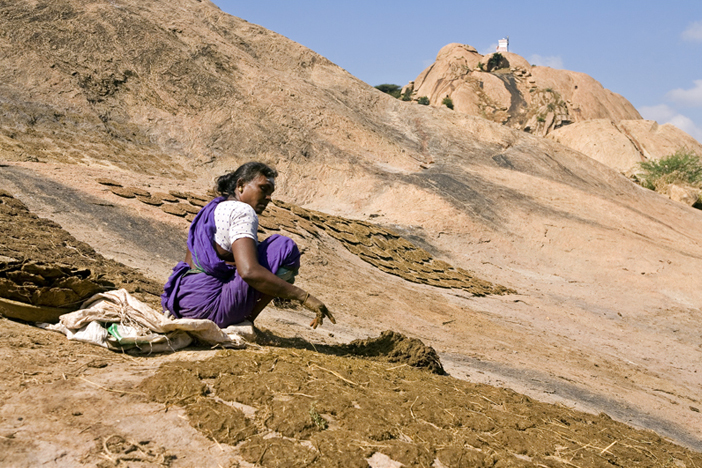
おおよそ円盤状に成形した牛糞を陽当たりのよい斜面にたくさん並べて乾燥牛糞を作るインド人女性。インド南部はタミル・ナードゥ州の都市ティルッパランクンダムの近郊にて。

乾燥地帯で牧畜が行われている地域では、家畜である草食動物の未消化である植物性繊維を多く含む糞を乾燥させて、燃料や壁材として利用されている。例えばインドでは牛糞に藁などを加えて円形に乾燥させて牛糞ケーキという燃料にする。また、防虫として壁や屋根に塗る。
糞を発酵させると発生するメタンガスは、燃やすと発電に使用できる。現在、世界中で牧場の電力を糞発電により自給自足するなどして有効活用が広がっている。また、日本国内では家畜排せつ物管理の規制強化に伴い、鶏糞をボイラーの燃料とする火力発電所による発電事業が宮崎県などで行われている。

### 兵器・軍事利用
糞便は、古より包囲戦の際に、攻撃側が敵の城内に投げ込むことによって城内の衛生環境を悪化させ、疫病を発生させたり、逆に守備側が城内で貯めたものを撒きつけて退散させたりするという目的で用いられた。ある種の細菌兵器である。近代の戦争で、赤痢などの伝染病を蔓延させるための兵器として使用されたこともある。
狼煙の語源は狼の糞を使用することからとされている。

### その他
ウグイスの糞を乾燥させた粉は化粧品（洗顔料）として利用される。これは、ここに含まれる多様な消化酵素の効果によるものとされる。
象の糞には未消化の食物繊維が多く含まれていることを利用して、紙が作られている。
ライオンの糞は、草食動物が嫌う臭いを出すため、野生動物からの農作物被害を減らすために忌避剤として効果があり、JR紀勢本線では鹿との接触事故が多く、動物園から譲り受けたライオンの糞を線路沿いに蒔いたところ接触事故がなくなり、絶大な効果を上げたがライオンに接したことのない鹿がなぜライオンの糞の臭いを恐れるのかは分かっていない。この対策は悪臭への苦情や作業員の負担、環境への配慮により後に行われなくなった。

## 文化面から見た糞

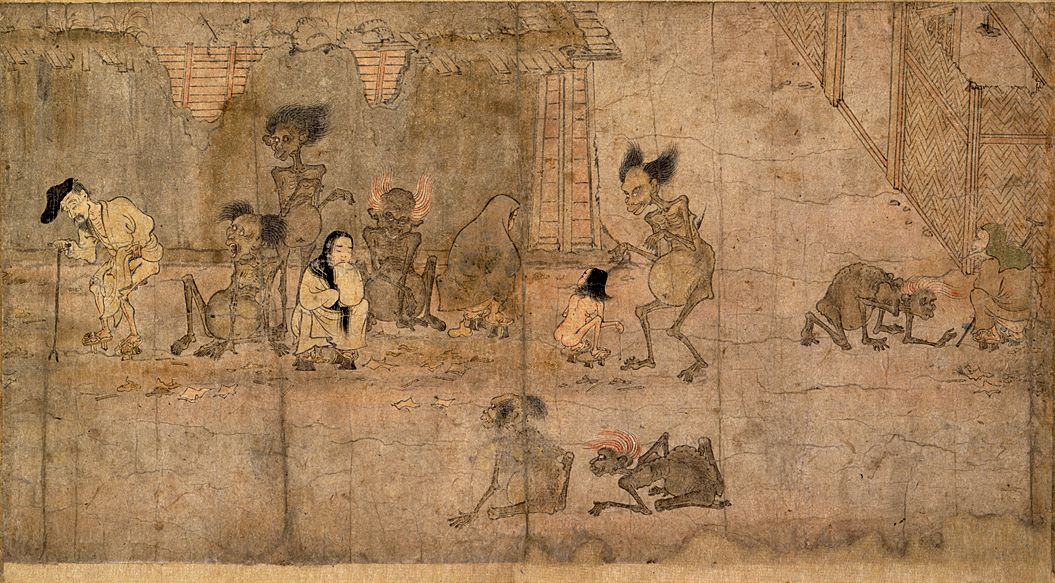
旧河本家本『餓鬼草紙』第3段「食糞餓鬼図」
----
主題こそ餓鬼であるが、平安時代と鎌倉時代の端境期にあたる12世紀後期中葉の日本の都市における庶民の排便の様子も反映していると考えられる。
描かれているのは、平安京域内（洛中）の小路で排便する人間達（庶民）と、人間の糞便を食いたくてたむろしている食糞餓鬼じきふんがき（伺便餓鬼しべんがきとも称す）である。餓鬼は、髪が逆立ち、腹だけが膨れ上がり、四肢や胸などが酷く痩せこけた、浅黒い体の7匹。
人間は白っぽく描かれている5人で、まず、画面中央左寄りには、恥知らずなのか無警戒なのか古今の日本人に共通するうんこ座り（ヤンキー座りと同様）で小路のおもてのほうを向いて用便中の若い女がいる。この女は餓鬼どもに好かれているようで、画面手前の2匹などは姿勢を低くして女の股を覗き見していると思われる。女の背後にも3匹が控えている。しかしそのうちの1匹は左側にいる翁おきなが中腰のまま脱糞し始めたことにひどく驚いて腰を抜かしたようなコミカルな表情をしている。また画面中央には、服が汚れないように全裸で用便中の童子がいるが、傍らにいるほっかむりをした用便中の女のほうへ顔を向けている。言葉を交わしているのであろうか、恐らくは母子である。最後に、左端の網代壁の近くでは媼おうなが用便中である。人間は全員が高下駄を履いているが、これは排便時の跳ね返りを防ぐためと考えられる。また、籌木（用便中に体のバランスを取ったり、尻に着いた糞便を掻き落としたりするための道具）が、紙（反故紙か）と共に人々の足元に散乱している。童子は右手に持った籌木を地面に立てて転ぶのを防いでいる。

糞尿は人間の文化においても重要な位置を占める。
糞便や排便行為に対する意識や作法は、時代や地域、文化圏によって大きく異なる。現代では、多くの文化圏において排泄はプライベートな行為とされ、他人の排便行為を窺い見ることは、成人のあいだでは忌避されることが多い。例えば、現代の公衆便所では、男性用の小便器を別として、他人に見られないように個室に仕切られているものが大半である。しかし、古代ローマの公衆便所には、たくさんの穴が開いた長い石の板があるだけで、まったくプライバシーはなく、市民らは並んで腰かけて用を足しながら談笑していた。21世紀の中国でも、個室で仕切られておらず、同時に入った利用者は互いの排便を見る形態の公衆便所が広く見られる。
また、排泄した糞尿の処理も、時代や地域によって大きく異なる。例えば、18世紀以前のフランス・パリの街は糞尿まみれだったと言われる。当時のフランスではトイレが普及しておらず、貴族も庶民もおまるで用を足し、その汚物を道端に捨てていた。建物の上から「Gare à l'eau!（お水に注意!）」と聞こえたら、窓から糞尿が降ってくるという意味であり、通行者は逃げた。王室も同じことで、ヴェルサイユ宮殿の庭で人々はところ構わず糞を垂れていた。当時の上流夫人のパニエ（釣鐘形のスカート）は、一説には他人の目を余り気にせずに楽に排便できるためであったとされる。この状況を変えるため、1608年に国王アンリ4世が「家の窓から糞尿を夜であっても投げ捨てない」という法律を制定した。その後1677年、初代パリ警察警視総監ニコラ・ド・ラ・レニーが「1ヶ月以内に街中の家の中にトイレを設置すること」という命令をトイレ業者に勧告した。しかし状況は改善されず、100年後の1777年にルイ16世は「窓からの汚物の投げ捨てを禁止する」という法令を再度制定した。しかし、これも効果は薄く、パリの街が腐敗臭から逃れたのは、19世紀半ばのナポレオン3世の時代になってからとされる。
こういった糞尿に関する意識や習慣の違いは、文化人類学や社会学、歴史学などの考察の対象でもある。
同じ文化圏内においても、年齢や性別によって便に対する意識は異なる。哲学や心理学においては、人格形成や、人間心理における排便行為や糞尿の意味付け、機能等が主要な考察の主題の一つとなっている。一般に乳幼児は成人より忌避意識や羞恥心が弱く、例えば糞尿を題材にした発言をすることが成人よりも多く見られる。
糞尿は、汚物として忌避の対象である故に、反社会的行為や嫌がらせ、派閥の離脱などのために利用される例もある。例えば、『古事記』上巻及び『日本書紀』第七段には、建速須佐之男命が姉の天照大神を訪ねた高天原で行った乱行のひとつとして、御殿に糞を撒き散らしたとの記載がある。あるいは蒯通が韓信のもとを離れる際、発狂したと思わせるために、彼は大便を入れた器を皆に見せて廻ったとの伝説がある。また、『源氏物語』の桐壺の巻では、帝の寵愛を一手に受けた桐壺の更衣に対する嫌がらせとして、渡殿（渡り廊下）に糞尿が撒き散らされた。
また、糞を占いの対象とする事例や、不運や病気、あるいは逆に富貴や幸運の予兆や象徴とする例もある。中世の日本では、鳥獣に糞をかけられた際に、陰陽師に占わせていたことが『吾妻鏡』に見られる。例えば、安貞2年2月7日（ユリウス暦換算：1228年3月14日）条、将軍の衣に鳶の糞がかかったため、陰陽師に占わせたところ、病事に注意がいると伝えられたと言う。また、寛喜元年5月21日（ユリウス暦1229年6月14日）条には、犬の糞が御所の常御座の畳の上にかかったため占わせた、と記されている。

記号化された糞（うんこマーク）

一方で、糞尿は笑いや文学・芸術の題材・対象でもある。糞尿に関する説話などは「糞尿譚（ふんにょうたん）」と呼称され、火野葦平は同名の小説で芥川賞を受賞している。演芸において、糞尿を題材にしたものは下ネタと分類される。漫画やアニメなどのサブカルチャーメディアのうちには、糞便を主題としたり、主題としないまでも決まりネタとして登場する作品も多く、ソフトクリームのように円錐状にとぐろを巻いた「記号化された糞」が用いられることもある。糞を模した美術品や、芸術活動の一環として糞そのものを使った創作活動も存在する。

糞便は愛着や性的興奮の対象となることもあり、このような興味を「スカトロジー」「糞便愛好」「糞尿愛好」と言う。排泄する姿、排泄物は一般に他人に見せることが無いため、それに性的魅力を感じる人にとっては鑑賞の対象となる。太さや硬さ、香り、色などを鑑賞する。排泄物だけでなく排便行為や肛門の動きも愉しむ。また、人糞を食す事に性的興奮を覚える者も稀に存在する。

### 糞投げ・糞飛ばし
ゴリラやチンパンジーなどが糞を投げるが、これは自然界の習性ではなく、観客の人間が反応するための暇つぶしやコミュニケーションとして行うものである。また、そういった行動を行っていなかったチンパンジーの群れに、糞投げを行っていたチンパンジーを入れた際に糞投げが定着した。
また、インドなどではディーワーリーという祭りの締めにゴレハバという牛糞を投げ合う祭りがある
アフリカでは、クーズーという草食動物の糞を飛ばすクーズーの糞飛ばしというイベントが行われる。

### 穢れ・罪
大便などによって他人の所有物を汚す行為は、器物損壊罪となる。
神道には、古代の罪状をまとめた天津罪に、神聖な場所などを糞で汚す罪に糞戸（屎戸、くそへ）とある。

### その他
- うんこさん-ツイてる人にしか見えない妖精- - 日本のテレビアニメ。登場人物がすべて“うんこ”という設定。
- うんこマーク
- うんこ漢字ドリル
- うんこミュージアム
- カラドリオス
- ホムンクルス

## 言語表現における糞
日本語の「くそ」という語は、記紀に見られる古い言葉である。「臭し」「腐る」と同系と考えられているが、語の成立の先後関係は不明とされる。
なお、排泄を意味する古語の動詞は「まる」で、「くそまる」（排便する）「ゆまる」（排尿する）のように用いられた。これは、おまるという語に今も残るほか、長野県、愛知県など、一部の地域の方言として現在でも使われる。子音交替によりバ行に転じた「ばる」になると、さらに多くの地方で方言として残っている。たとえば、肥筑方言の「ばりかぶる＝排便する（なお、「かぶる」は広く九州地方で排泄を意味する語。「しかぶる」は小便を漏らす、失禁するの意）」など。「ばば」の語源にも関係があるともといわれる。また、男児名に付く「麻呂」、「麿」、「丸」も、もとは「糞」、あるいはおまるに由来するという説がある。これは、名にわざと醜悪なものをつけ、幼児が魔物などに魅入られず力強く成長することを祈ったものであるという。
糞はまた、さまざまな慣用句に用いられる。例えば、現代日本語では、強い憤りやののしり、自分を鼓舞するときに、「くそ」、「くそっ」、「くそう」などと言うことがある。また接頭語・接尾語的に「くそ」を付け、侮蔑や、程度のはなはだしいことを否定的に表現する意図で用いることがある（くそ坊主・くそガキ・くそまじめ・下手くそ、など）。同様の例は、欧米諸語にも見られ、Shit!（英語）、Scheiße!（ドイツ語）、Merde!（フランス語）、¡Mierda!（スペイン語）、Merda!（イタリア語）といったののしりや侮蔑の意を持って「糞」に相当する語を用いる慣用表現が存在している。英語のShit!は下品とされるので、Shoot! やSheesh!など、発音が似た語をかわりに用いることがある。スペイン語でも、女性などはmierda（糞）という単語を直接口にするのを嫌い、最初のほうの発音が同じ単語であるmiércoles（水曜日）をその代わりにいうことがある。
中国語では踩屎感（糞を踏んだような感覚）という表現が、底の柔らかい靴の売り文句に使われることがある。元はネット用語である。

### 糞と名の付く食べ物
食材名
本来忌避されるはずの糞の名を含む語が名称となっている食材がある。日本語では、よく獲れる食用ウニ（海胆）の代表的な2属に「馬糞（ばふん、まぐそ）」の名が付いており、海鮮料理や江戸前寿司のネタとして供されることの多い高級・高額の海産物におよそ相応しくない名称として、人々が疑問に思うようなこととなっている。具体的には、「バフンウニ（馬糞海胆）」とその古名である「マグソガゼ（馬糞甲贏）」、そして「エゾバフンウニ（蝦夷馬糞海胆）」がそれであり、これらの名は、「バフンウニ」と「マグソガゼ」は形状が馬糞を連想させるウニ（ガゼはウニの古名）であることから、「エゾバフンウニ」はバフンウニに似た蝦夷（北海道）で多産の近縁属であることから、大昔の庶民によって誰彼となく呼ばれ始めたか、あるいは、江戸時代の本草学者もしくは近代の分類学者によって命名されたものと考えられる。
タイ王国では、トムヤムクンなどに用いられる大小さまざまな葉唐辛子が売られているが、その中でも一番小さく世界有数の辛さを誇る青唐辛子の一品種は、色・形が似ていることから「プリック・キー・ヌー（Prik Kee Noo. 他の日本語音写形：プリッキーヌー、プリッキーヌ。意：ねずみのうんこ）」と呼ばれている。世界でも稀なケースである。
商品名
奈良市では、野生のニホンジカで溢れかえる奈良公園を中心とした地域で、「鹿のフン」あるいはそれに類する名称の菓子を土産物として販売している。これは、奈良市出身のお笑いタレント・明石家さんまが、1986年（昭和61年）にテレビのバラエティ番組『笑っていいとも!』や『オレたちひょうきん族』の中で面白おかしく紹介しながらギャグにも取り入れて広めたことがブームにつながった吉永小百合の歌謡曲「奈良の春日野」の歌詞内容に因んで開発・発売された商品である。テレビ発のブームは去って久しく、この菓子とその名の直接的由来が吉永の歌謡曲にある事実を知らない世代も増えたが、鹿の糞を模した形状の菓子というのはそれ自体が面白く、しかも安価で、かつ、本物の鹿の糞がそこここにある地域を擁する如何にも奈良らしい土産物であるため、修学旅行生や若年層を中心に人気があり、すっかり奈良土産として定着している。わざわざ糞に似せた食品を作って販売している例の一つである。
沖縄県では、「イリオモテヤマネコの運幸」「ヤンバルクイナの運幸」「シーサーの運幸」という“運幸”シリーズ展開をする一連の菓子（小球形の黒糖入りチョコレート菓子）を、八重山地方発の土産物として販売している。
鳥取県倉吉市の銘菓「天女のわすれもの」は、商品名に糞のことを婉曲的に採用している一つの例である。これは、同市が「トイレからのまちづくり」を謳って推し進める地域おこしのコンセプトに適う商品として開発されたもので、天女が浮世に忘れていった物とは、すなわち「うんこ」である。ちなみに、ビデオゲームの『妖怪道中記』にも、「天女のフン」と呼ばれる謎のアイテムが登場する。

### 糞と関連する生物名
- 糞虫
- フンセンチュウ（糞線虫） - 学名 Strongyloides stercoralis。線形動物門双腺綱カンセンチュウ目（英語版）に分類される寄生虫。
- クソミミズ（糞蚯蚓） - 地表にたくさんの糞塊を積み上げる習性をもつミミズ。

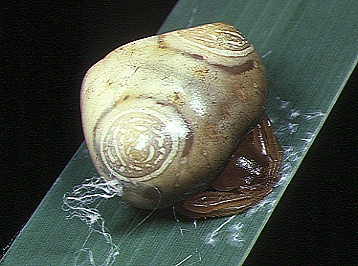
オオトリノフンダマシ
トリノフンダマシ属の1種

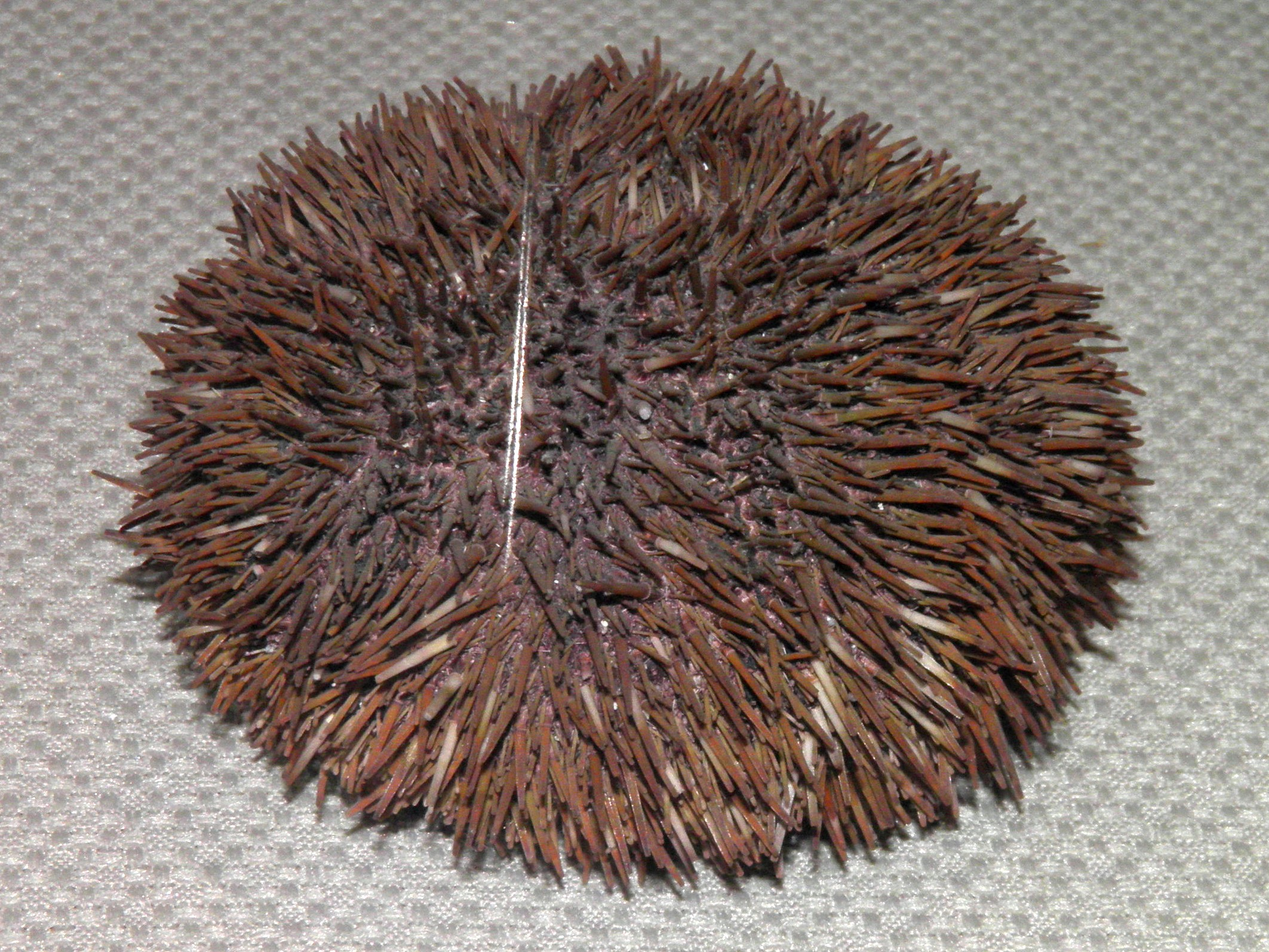
エゾバフンウニ

- トリノフンダマシ（擬鳥糞蜘蛛） - コガネグモ科に属するクモ類。鳥の糞に擬態していると思われる種が多いことからその名がある。
- クソバエ（糞蠅） - キンバエの別名（俗称）。
- フンバエ（糞蠅） - フンバエ科の昆虫の総称。
- フンコロガシ（糞転がし）
- ムシクソハムシ（虫糞金花虫） - 学名 Chlamisus spilotus。ハムシ科の昆虫で、イモムシなどの糞にそっくりな形をしている。
- バフンウニ（馬糞海胆） - 形状が馬糞に似たウニ。
- マグソガゼ（馬糞甲贏） - バフンウニの別名（古名）。
- エゾバフンウニ（蝦夷馬糞海胆） - バフンウニの近縁種。
- クソトビ（糞鳶／糞鴟） - ノスリの別名。
- フンタマカビ（糞玉黴） - フンタマカビ綱に分類されるカビ。
- マグソタケ（馬糞茸） - 学名 Panaeolus fimicola。ハラタケ目ヒトヨタケ科のキノコ。馬糞を菌床として発生することが多いため、その名で呼ばれる。
- ヘクソカズラ（屁糞葛/屁糞蔓） - アカネ科のつる性多年草。葉や茎に悪臭がある。
- クソウリ（糞瓜） - キカラスウリの別名。
- クソニンジン（屎人参/糞人参） - キク科の一年草。薬用植物。
- カナクソイモ（金糞薯） - ヤマノイモ科のつる性多年草。ツクネイモの別名。「#糞と関連する地名」節で詳説しているように、「かなくそ」は鉱石の溶錬過程で生じるスラグ（かなくそ）を意味する可能性が高い。従って「カナクソイモ」は、その名の印象に反して生物の糞とは無関係と考えられる。
- ネズミノフン（鼠糞） - モクセイ科の常緑低木。ネズミモチの別名。
- クソクサギ（糞臭木） - スイカズラ科の落葉低木。カンボクの別名。
- クソツキ（糞木） - スイカズラ科の落葉小高木。ムシカリの別名。
- ヨグソミネバリ（夜糞峰榛） - カバノキ科の落葉高木。ミズメの別名。枝を折ると独特の匂い/臭いを発散する。実際は悪臭というより一種独特の芳香である。

### 糞と関連する地名
地名においては、「糞」の名を含むからといって「（生き物の）糞」に由来しているとは限らない。例えば「かなくそ（金糞）」という構成要素を持つ地名は日本に数多くあるが、これらの名は鉄鉱石や砂金に代表される鉱石を溶錬する際に生じるスラグを指す「かなくそ（金屎、鉄屎）」から来ているという説が有力である。
- 糞置（くそおき） - 古代日本の越前国足羽郡にあった地名。
  - 糞置村（くそおきむら） - 越前国足羽郡糞置にあった集落。
  - 糞置荘（くそおきのしょう） - 越前国足羽郡糞置村にあった東大寺領の古代荘園。現在の福井市の二上町および帆谷町地域に比定される。天平宝字3年（759年）と天平神護2年（766年）の開田地図が残存する。平安時代中期には荒廃していた。
- 糞尿に由来する地名
  - 糞谷（くそんど） - 大阪府南河内郡千早赤阪村桐山 (座標：北緯34度26分54秒 東経135度38分2秒) に所在する。地名は、元弘3年（1333年）の千早城の戦いにおいて、上赤坂城に立て籠もる楠木正成軍の平野重吉と楠木正季が奇策の一つとして下方から押し寄せる鎌倉幕府の大軍に向けて糞尿をばらまいたとされることに由来する。
- 馬糞に由来する地名
  - 馬糞森山（ばふんもりやま） - 青森県平川市碇ヶ関久吉と秋田県鹿角郡小坂町に跨る山。
  - 馬糞ヶ岳（ばふんがだけ） - 山口県周南市と岩国市錦町高木屋に跨る山。地名は、山容が馬糞に似ていることに由来する。
- 牛糞に由来する地名
  - 牛糞の鼻（ぎゅうふんのはな） - 大隅諸島の馬毛島にある岬。行政上は鹿児島県西之表市馬毛島に属する。後述の「鵜糞鼻」も同様であるが、ここでの「鼻」は「岬」を意味する。
- 鳥の糞に由来する地名
  - 鳥糞島（とりふんじま） - 太平洋の無人島。行政上は岩手県下閉伊郡山田町に属する。
  - 鳥糞岩（とりくそいわ） - 太平洋の無人島。行政上は岩手県釜石市両石に属する。
  - 鳥糞岩（とりくそいわ） - 日本海の無人島。行政上は福井県丹生郡越前町に属する。
  - 鵜ノ糞島（うのくそしま） - 芸予諸島の一部である上島諸島に属する、瀬戸内海（津波島の沖合）の無人島。行政上は愛媛県越智郡上島町に属する。ウ科鳥類（鵜）の糞に由来する地名。
  - 鵜の糞島（うのふんしま） - 壱岐島の沖合、対馬海峡にある無人島。行政上は長崎県壱岐郡芦辺町に属する。ウ科鳥類（鵜）の糞に由来する地名。
  - 鵜の糞島（うのふんじま） - 行政上は長崎県壱岐市石田町筒城仲触（つつきなかふれ）に属する。
  - 鵜糞鼻（うのくそばな） - 大分県佐伯市蒲江大字森崎浦にある岬。
  - 鵜糞鼻（うくそばな） - 大分県速見郡日出町大神にある岬。
- 金糞（かなくそ）関連地名
  - 金糞岳（かなくそだけ、きんふんだけ） - 伊吹山地に属する山。山域は、滋賀県長浜市上草野地区（旧・東浅井郡上草野村）と岐阜県揖斐郡揖斐川町に跨る。滋賀県第二の高峰。滋賀県での読みは「かなくそだけ」。岐阜県での読みは「きんふんだけ」か。
  - 金糞（かなくそ） - 滋賀県高島市鵜川（旧・滋賀郡志賀町鵜川。江戸時代における近江国滋賀郡鵜川村〈幕藩体制下の淀藩知行鵜川村〉）にある地名（小字）。
  - 金糞（かなくそ） - 比良山地に属する武奈ヶ岳と堂満岳の間を繋ぐ地域にある一地名。その名を冠する金糞峠（かなくそとうげ）は、行政上、滋賀県大津市の南比良と北比良の境界に所在する（座標：北緯35度14分51秒 東経135度54分23秒）[50]。また、金糞滝（かなくそのたき）は、当地にある「正面谷の滝（しょうめんだにのたき）」を構成する滝の一つである。落差は8メートル。
  - 金糞（※読み不詳） - 愛知県一宮市浅井町江森（旧・葉栗郡浅井町江森。江戸時代における尾張国葉栗郡江森村〈幕藩体制下の尾張藩知行江森村〉）にある地名（小字）。
  - 金糞平（かなくそたい） - 青森県三沢市に所在する地名。出雲国の製鉄集団が江戸時代になって当地に根を下ろし、地産の砂鉄を材として製鉄所を営んだことに由来する[51]。
  - 金糞平（かなくそだいら） - 岩手県上閉伊郡大槌町小鎚に所在する地名[52]。
- 星屑に近い「星の糞」という発想から来る地名
  - 星の糞（ほしのくそ） - 静岡県御前崎市白羽鳥居原（旧・榛原郡白羽村鳥居原）にある地名。星の糞遺跡は、御前崎台地にある縄文時代前期から奈良時代にかけての遺跡で、昭和初頭[* 5]、白羽神社の宮司によって発見された。
  - 星糞（ほしくそ） - 八ヶ岳の山腹を指す地名。その名を冠する峠である「星糞峠」は、長野県小県郡長和町大門に所在する。星糞峠の稜線一帯は黒曜石原石の露頭で、縄文時代草創期に始まる星糞峠黒曜石原産地遺跡（国指定史跡）[53]を擁する。地名「星糞」は、雨が降って地表に露出した黒曜石の破片を「空の星が落とした糞」とみなしたことに由来する。

## 糞害
動物の糞は、糞害として社会問題化することがある。

### 犬の場合

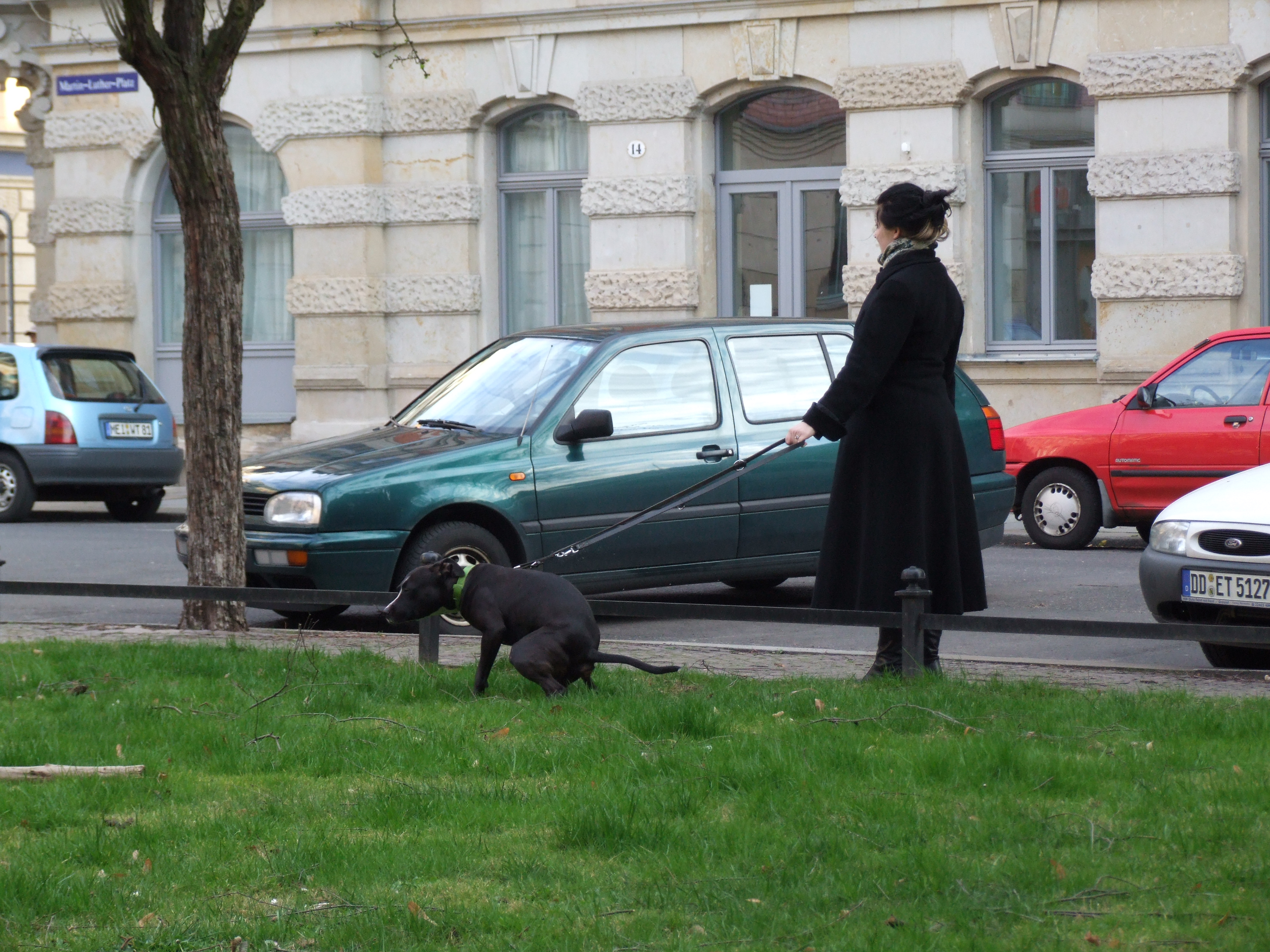
犬の野外排泄を待つ人

現代の都市では、ペットの犬の糞の放置が社会問題となる事例が見られる。この問題への対応として、フランスのパリ市では、犬に糞をさせるための場所を路上に設置し、簡易バキューム機を搭載したオートバイによる清掃隊を配置して対応している。また、イギリスのロンドン市では、公園などに飼い主が回収した糞を入れるための、専用の汚物入れを設けるなどしている。日本においては、一般的に犬の飼い主は、散歩の際にビニール袋やポケットティッシュを持参するなどして、飼い犬の糞を回収することが求められ、条例により、路上など公共性のある場所に、ゴミやタバコの吸殻と並んで、犬の糞を放置することに罰金などを設ける自治体もある。これに対し、便意を催した犬の後ろから宛がって、直接器具内に用便させる「犬用携帯トイレ」など、糞の回収を便利にするケア用品も販売されているほか、犬を訓練して、散歩前に用便を済まさせ、散歩中に催させない人も居る。

### 猫の場合

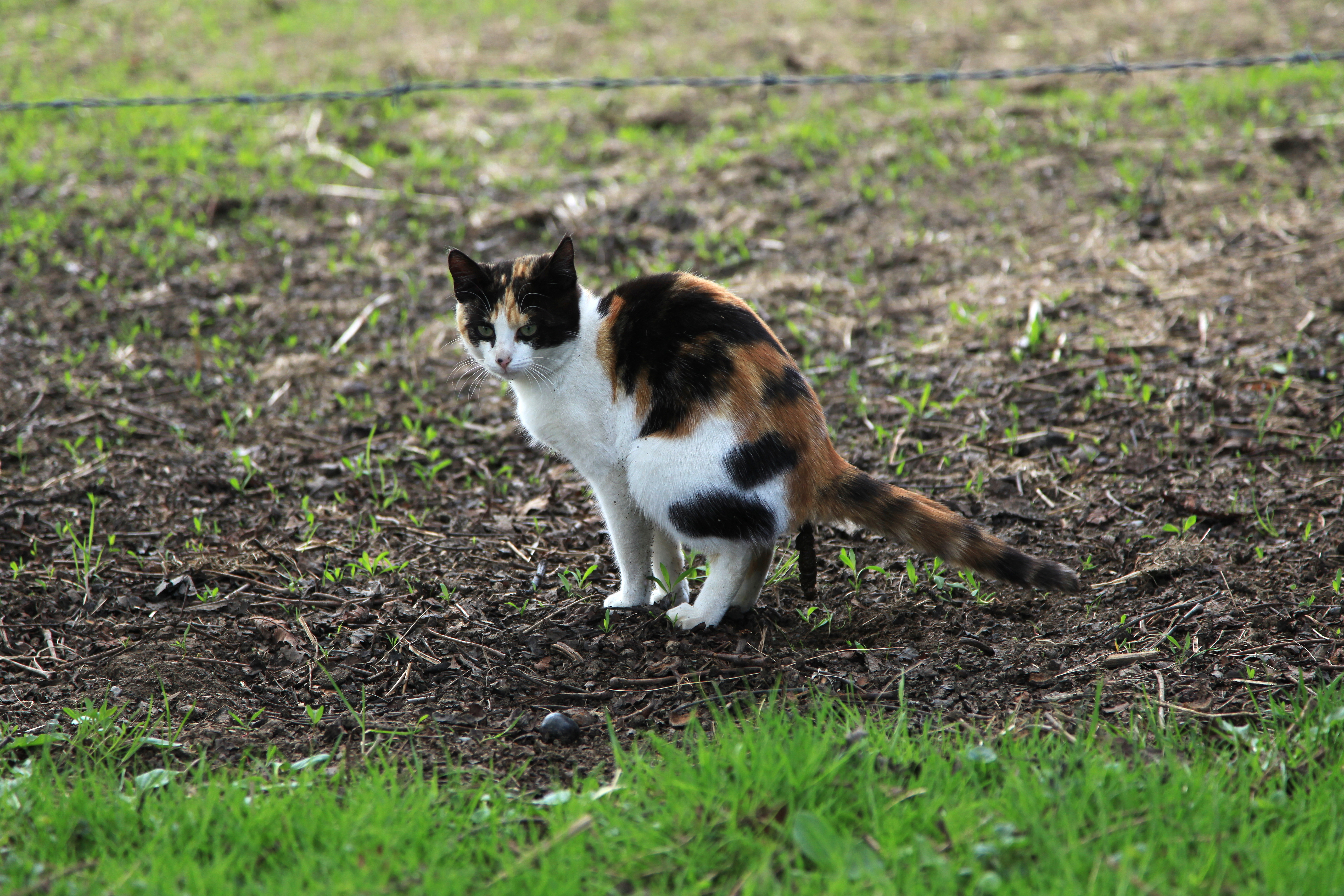
排便するネコ

ネコは習性として、柔らかい土を掘り返して排便し、終わった後は土を掛けて隠すことを好む。また、イヌとは異なり、放し飼いにされるほか、飼い主のいない野良猫もいるため、ネコが花壇や児童が遊ぶ砂場などに用便してしまい、衛生上の観点や心情的な観点から、地域の問題となっている例が見られる。子供の遊ぶ砂場では、ネコやイヌの持っている寄生虫（猫回虫など）による被害を防止するため、児童の居ない時はビニールシートを被せたり、定期的に加熱消毒するなどの措置を行う所もある。

### 鳥の場合

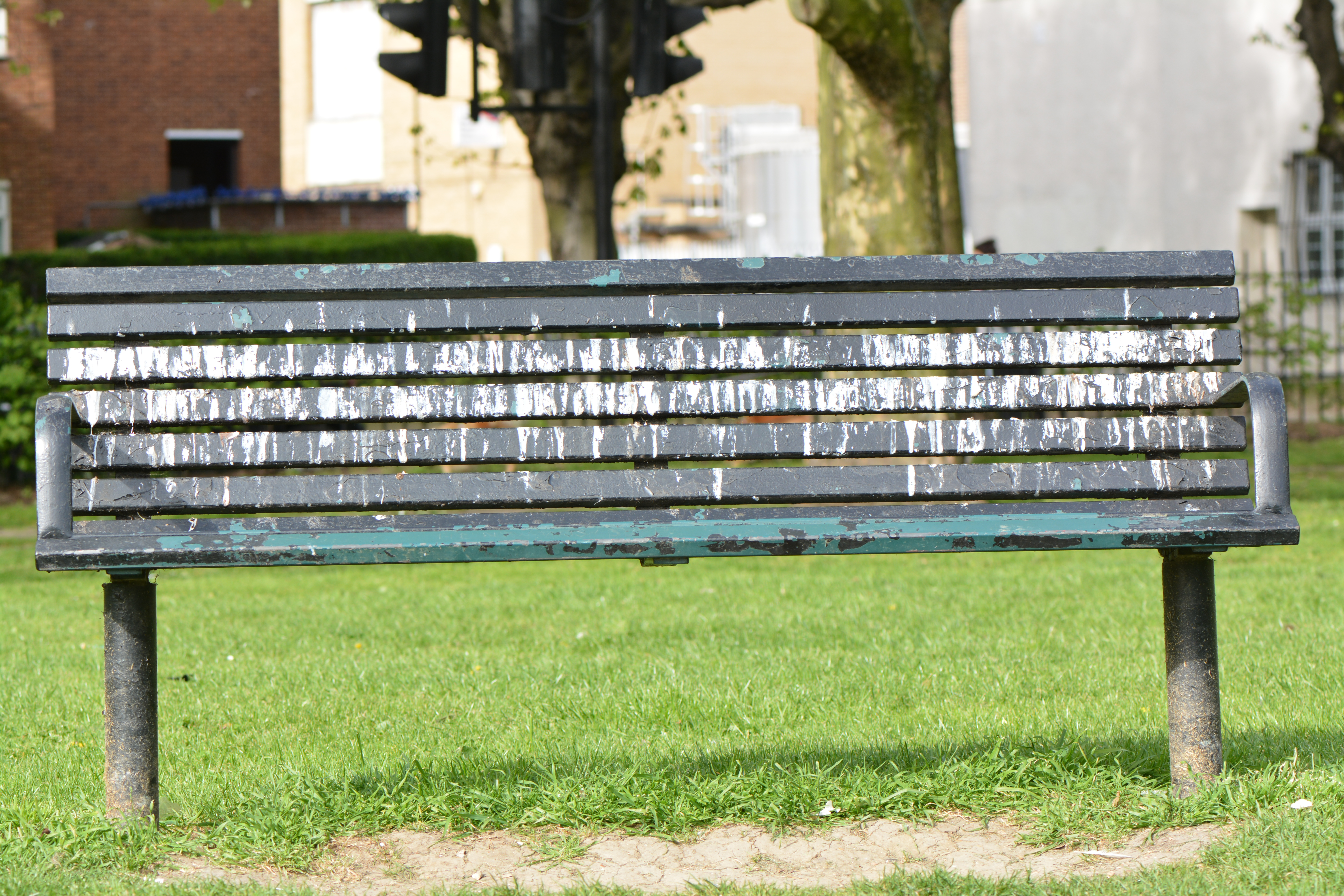
カラスの糞害を受けたベンチ

カワラバトは食料さえ豊富なら、年5・6回の繁殖が可能で、また大きな群れを作ることでも知られる。そのため、ハトの密集地では、糞害がしばしば問題となっている。糞害などの対処策として、ハトそのものの生息数の減少、特にエサやりが禁止される事例がある。例えば、広島平和記念公園では、1994年（平成6年）より鳩エサの販売中止とエサやりの自粛を呼びかけ、環境省によると、その結果、ハトの生息数を五分の一に減少することに成功した。また近年、ムクドリが何千何万羽単位で大通りの街路樹をねぐらにすることによる糞害も深刻である。例えば、JR新松戸駅周辺のけやき通りではムクドリの糞害が深刻で、初夏から晩秋にかけてのムクドリのシーズンでは周辺の商店の客足が遠のくという。
公園の銅像も糞害に悩まされているものが多い中、ハトやカラスが全く寄り付かない銅像も存在することに気が付いた廣瀬幸雄はその銅像の化学成分を研究し、ヒ素の含有量が多いと鳥を忌避する効果があることを突き止めた。この研究業績に対してイグノーベル賞の2003年化学賞が授与された。
自動車の塗装面に付着した鳥の糞は、塗装表面を溶かし、光沢や色味が失われる原因となる。特に、塗膜が硬化し切っていない新車や、市中の板金塗装工場で施工されて間もない再塗装車などは、鳥の糞が付着したら速やかに除去することが望ましい。

## 関連書籍
- うんち大全（作品社）[56]
- みんなうんち：五味太郎作・絵による日本の絵本
- うんちしたのはだれよ!：ドイツの絵本